# Puchar Europy w narciarstwie alpejskim 2019/2020
Puchar Europy w narciarstwie alpejskim 2019/2020 – zawody Pucharu Europy w narciarstwie alpejskim w sezonie 2019/2020. Rywalizacja mężczyzn rozpoczęła się 30 listopada 2019 r. w szwedzkim Funäsdalen, zaś pierwsze zawody kobiet zaplanowano na 29 listopada 2018 r. w norweskim Trysil. Ostatnie zawody z tego cyklu zostały rozegrane 1 marca 2020 r. w niemieckim Bad Wiessee. 

## Puchar Europy w narciarstwie alpejskim kobiet
Wśród kobiet, Pucharu Europy z sezonu 2018/2019 broniła Austriaczka Elisabeth Reisinger. Tym razem zwyciężyła jej rodaczka, Nadine Fest.
W poszczególnych klasyfikacjach triumfowały:
- zjazd:  Nadine Fest
- slalom:  Jessica Hilzinger
- gigant:  Sara Rask
- supergigant:  Nadine Fest
- superkombinacja:  Nadine Fest

## Puchar Europy w narciarstwie alpejskim mężczyzn
U mężczyzn, Pucharu Europy z sezonu 2018/2019 bronił Włoch Simon Maurberger. Tym razem zwyciężył Norweg Atle Lie McGrath.
W poszczególnych klasyfikacjach triumfowali:
- zjazd:  Valentin Giraud Moine
- slalom:  Sebastian Holzmann
- gigant:  Atle Lie McGrath
- supergigant:  Raphael Haaser
- superkombinacja:  Robin Buffet